# Stygocyathura filipinica
Stygocyathura filipinica là một loài chân đều trong họ Anthuridae. Loài này được Botosaneanu & Sket miêu tả khoa học năm 1999.